# Аристово (Клепиковский район)
Аристово — деревня в Клепиковском районе Рязанской области. Входит в состав Болоньского сельского поселения.

## География
Находится в северной части Рязанской области на расстоянии приблизительно 18 км на запад-северо-запад по прямой от районного центра города Спас-Клепики.

## История
На карте 1850 года показана как поселение с 40 дворами). В 1859 году здесь (тогда деревня Егорьевского уезда Рязанской губернии) было учтено 54 двора, в 1897 — 89. 

## Население
Численность населения: 332 человека (1859 год), 599 (1897), 49 в 2002 году (русские 100%), 29 в 2010.